# Etterbeek
Etterbeek è un comune belga di 48 535 abitanti, uno dei 19 comuni della Regione di Bruxelles-Capitale, confinante con i comuni di Bruxelles-ville, Ixelles, Auderghem, Woluwe-Saint-Pierre, Woluwe-Saint-Lambert e Schaerbeek.

## Storia

### Origini ed etimologia
Secondo la leggenda, Santa Gertrude, figlia di Pipino di Landen, vi fondò una cappella nell'VIII secolo. Il nome deriva forse dalla radice celtica ett che significa "movimento rapido" e la parola olandese beek che significa "flusso" - si trova per la prima volta in un documento datato 1127. L'ortografia attuale compare undici anni dopo, nel 1138, periodo in cui fu costruita una chiesa più nuova e più grande.

### Medioevo
Nel Medioevo, Etterbeek era un borgo rurale per lo più indipendente da Bruxelles, a parte i diritti di tassazione sulla birra concessi a Bruxelles intorno al 1300 da Giovanni II, duca di Brabante. I due secoli successivi contarono diversi momenti dolorosi: nel 1489, Alberto III, duca di Sassonia, devastò Etterbeek nel suo inseguimento dei ribelli che combatterono contro Massimiliano d'Austria; nel 1580, il villaggio fu nuovamente distrutto, questa volta dagli iconoclasti durante le guerre della Riforma protestante. La pace è tornata sotto il regno degli arciduchi Alberto e Isabella.

### Baronia e comune
Nel 1673 Etterbeek ottenne l'indipendenza dalla vicina Sint-Genesius-Rode, quando Carlo II di Spagna la promosse a baronia. Il primo barone fu Don Diego-Henriquez de Castro, tesoriere generale degli eserciti olandesi. La casa della Baronia fu venduta nel 1767 e può ancora essere vista oggi come l'edificio più antico di Etterbeek.
Sotto il regime francese, Etterbeek fu trasformato in comune, all'interno del cantone di Sint-Stevens-Woluwe. Da quel momento in poi, e soprattutto dopo la rivoluzione belga del 1830 e lo sviluppo di Bruxelles come capitale, la popolazione di Etterbeek crebbe rapidamente. Nel 1876 Etterbeek superava i 10 000 abitanti e venne aperto l'ufficio postale. Nel 1889 si verificò la catastrofica piena del Maelbeek che inondò l'area dell'attuale quartiere Jourdan a causa del sistema fognario nettamente insufficiente. Nel 1895 la rete di distribuzione dell'acqua potabile copre tutto il territorio comunale e l'apertura dell'Avenue de Tervuren da nuova spinta all'urbanizzazione anche in vista dell'esposizione universale che avrà luogo al Parco del Cinquantenario nel 1897. 

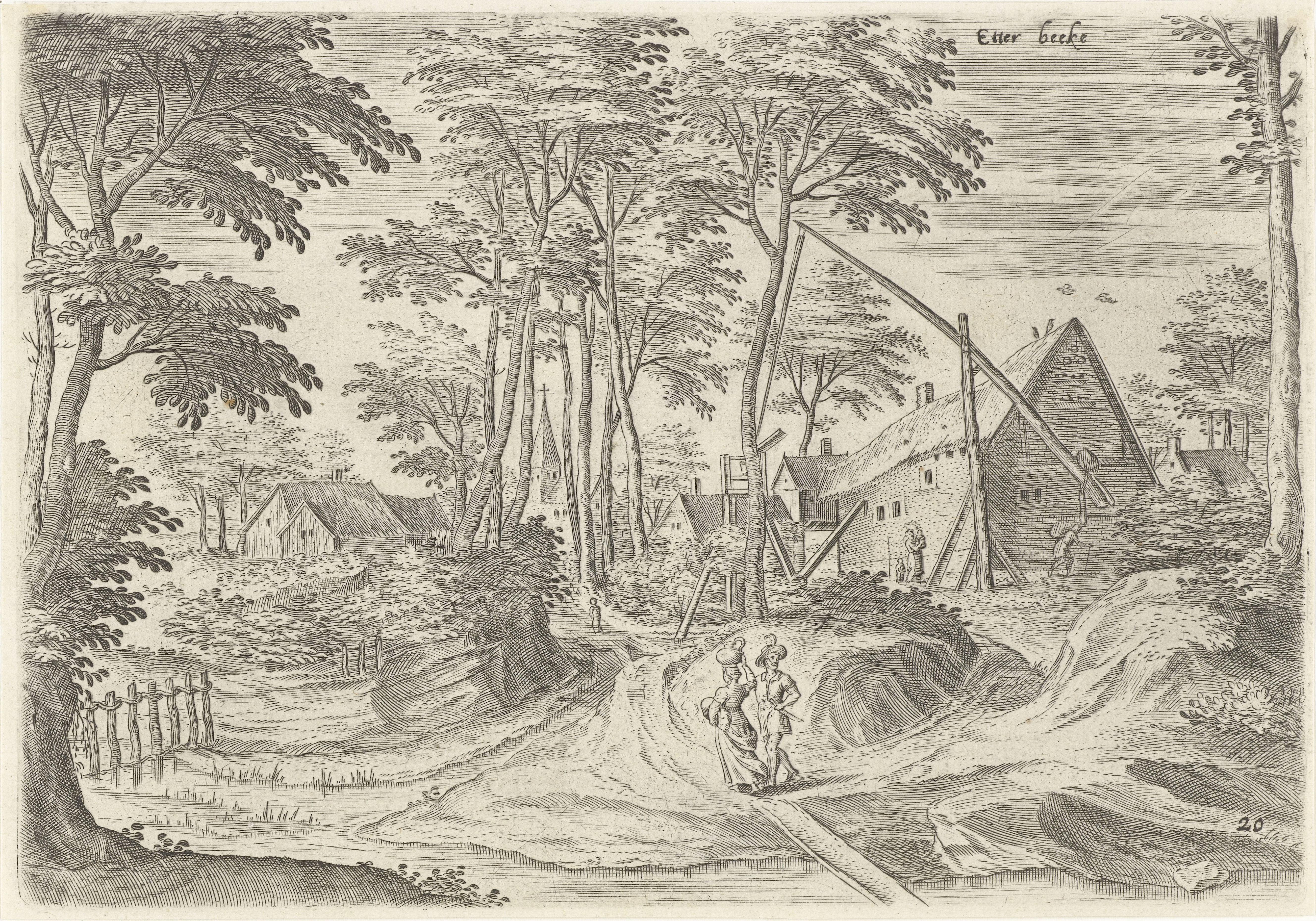
Schizzo d'Ettebeek, circa 1530-1580
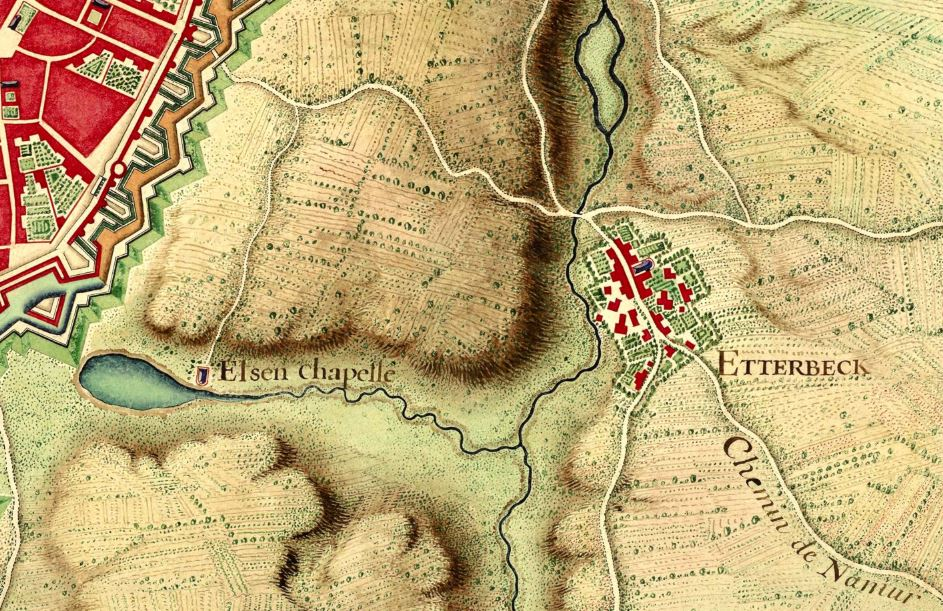
Etterbeek nel 1700
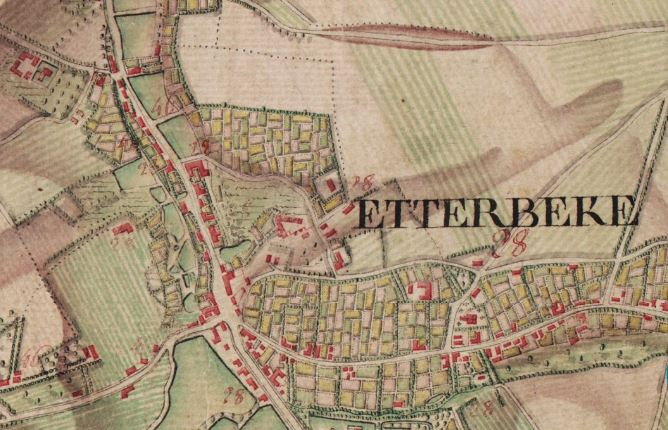
Etterbeek nel 1777 (carta de Ferraris)
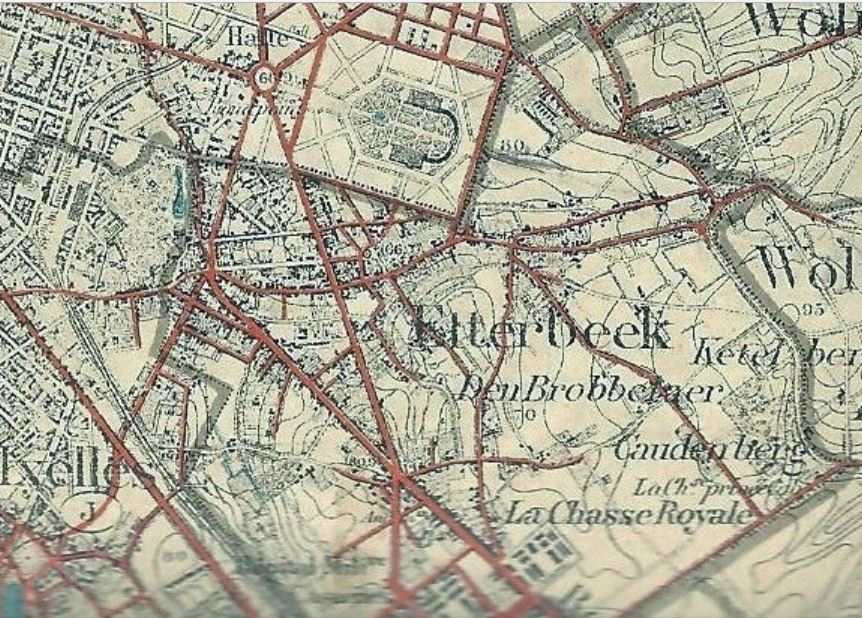
Etterbeek nel 1891

### Ventesimo secolo
Nel 1900 Etterbeek conta 20 838 e la popolazione è ormai in maggioranza francofona.
Nel primo decennio del XX secolo, sotto il regno di Leopoldo II, c'è un altro periodo di grande crescita e una nuova ondata di urbanizzazione cambia il carattere della città con l'aggiunta degli ampi viali e delle aree residenziali che conosciamo oggi.
Etterbeek fu poi interessata dall'occupazione tedesca durante la Grande Guerra. Il 12 ottobre 1915, due combattenti della resistenza, Philippe Baucq (35 anni) e Edith Cavell (50 anni), furono giustiziati al Poligono Nazionale (in francese: Tir National, in olandese: De Nationale Schietbaan) di Schaerbeek. Baucq, architetto, ex studente dell'Istituto Saint-Stanislas, aiutava i soldati feriti che si nascondevano in città a fuggire nei Paesi Bassi, distribuì anche il giornale clandestino La Libre Belgique. Il 24 gennaio 1917, il pilota di Etterbeek Edmond Thieffry divenne un eroe nazionale sorvolando Bruxelles occupata.

## Società

### Etnie e minoranze straniere
Le principali istituzioni dell'Unione Europea hanno sede nel territorio di Etterbeek o nelle immediate vicinanze e circa metà (50,8% nel 2024) degli abitanti del comune proviene da altri paesi, soprattutto europei (36,7%).

| Nazionalità                                                 | Popolazione |
| Francia                                                     | 4 263       |
| Italia                                                      | 2 699       |
| Spagna                                                      | 1 837       |
| Polonia                                                     | 1 599       |
| Romania                                                     | 1 366       |
| Germania                                                    | 1 041       |
| India                                                       | 1 036       |
| Portogallo                                                  | 923         |
| Grecia                                                      | 823         |
| Marocco                                                     | 481         |
| Fonte : IBSA Brussels, Cifre aggiornate al 1º gennaio 2022. |             |

## Monumenti e luoghi di interesse

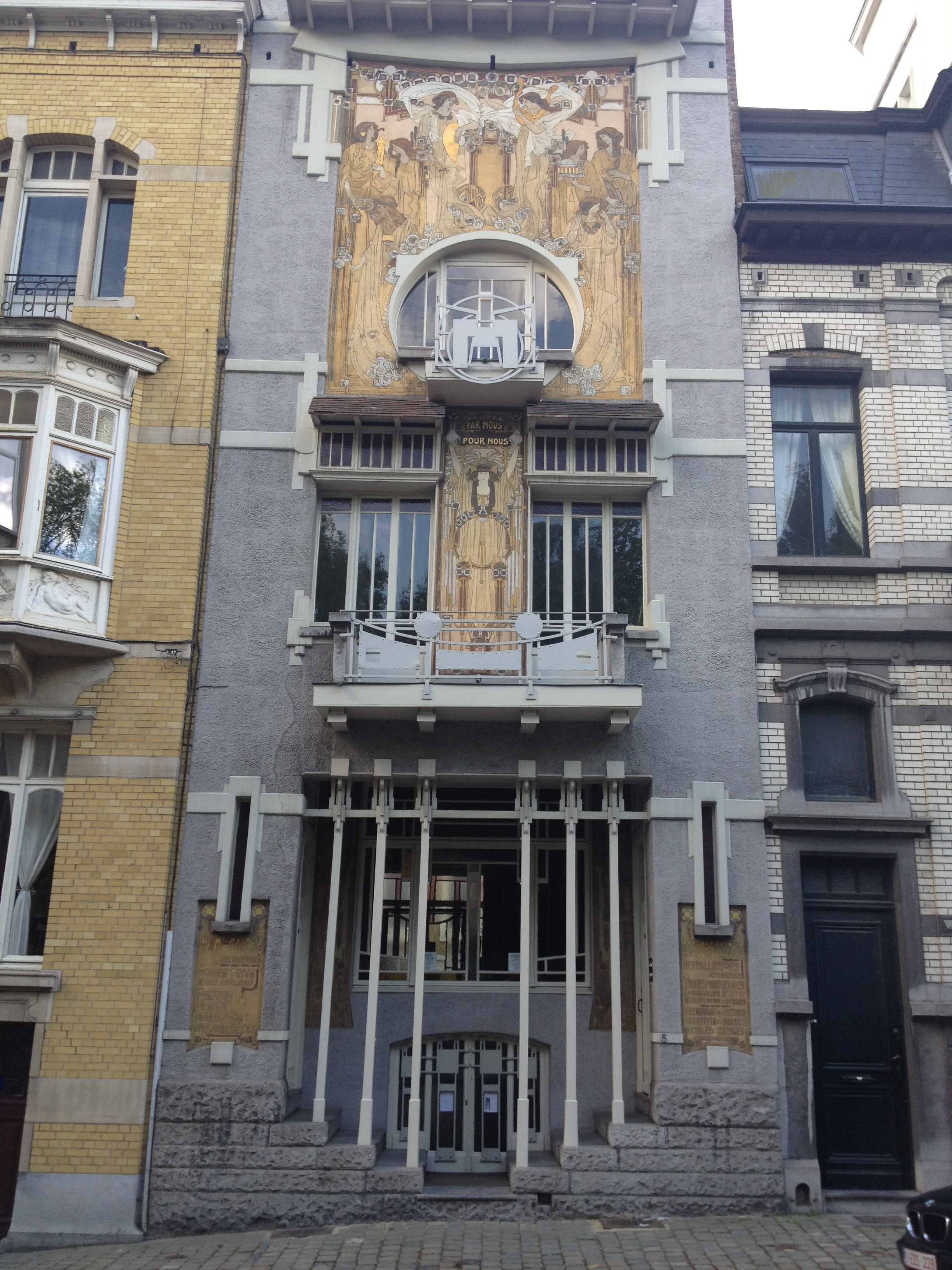
Maison Cauchie (1905).

- La casa Cauchie (in francese: Maison Cauchie, in olandese: Cauchiehuis), costruita vicino al Parco del Cinquantenario nel 1905 dall'architetto, pittore e designer Art Nouveau Paul Cauchie. La facciata della casa è conosciuta per i graffiti allegorici. È visitabile nei weekend con visite guidate[3].

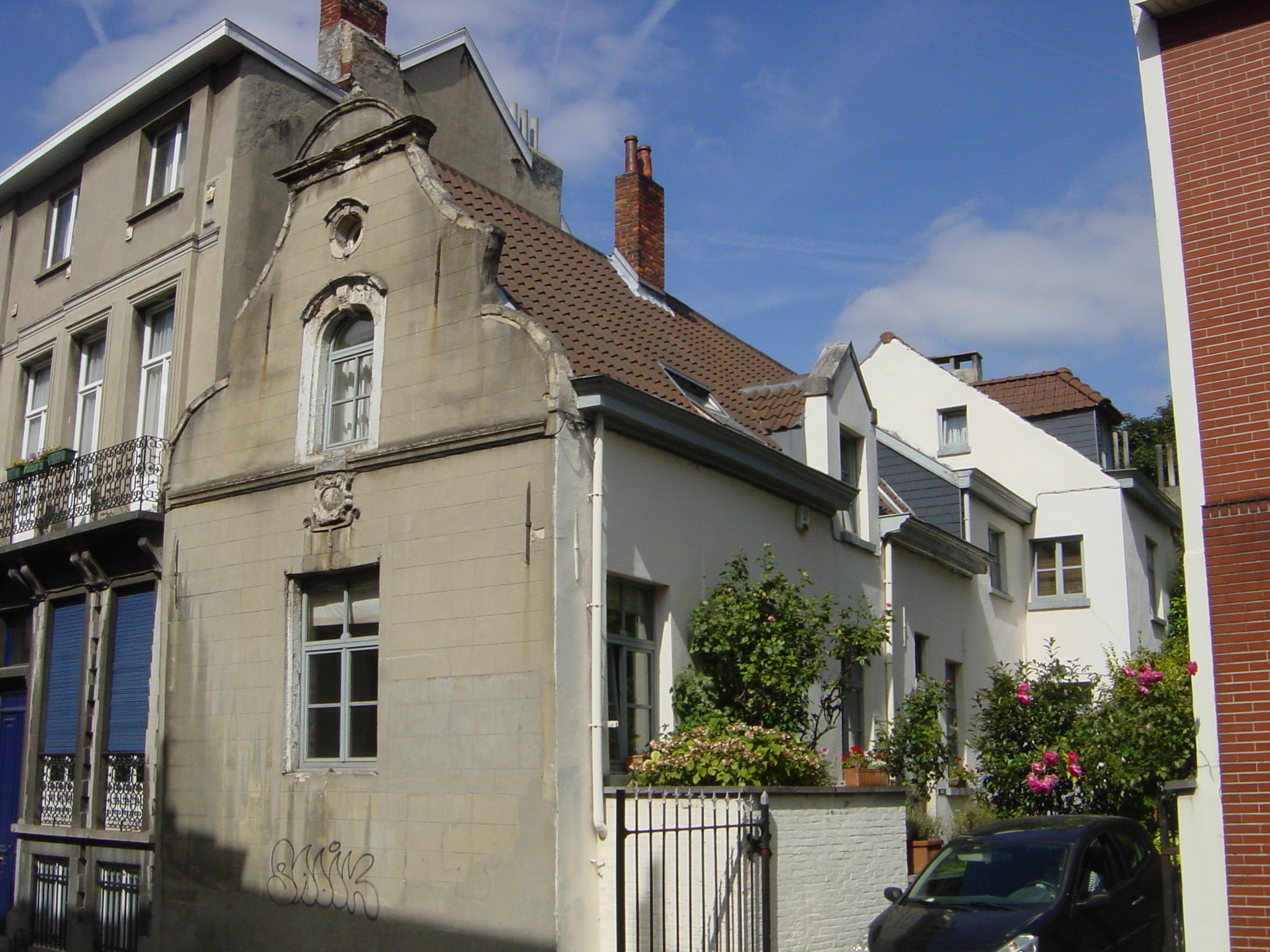
Maison de la Baronnie (1680).

- Di carattere completamente diverso, la casa della Baronia (in francese: Maison de la Baronnie) risale al 1680, fu venduta nel 1767 e può ancora essere vista oggi come l'edificio più antico di Etterbeek.
- La Fondation René Carcan, una fondazione e un museo nel vecchio studio di René Carcan, si trovava a Etterbeek.

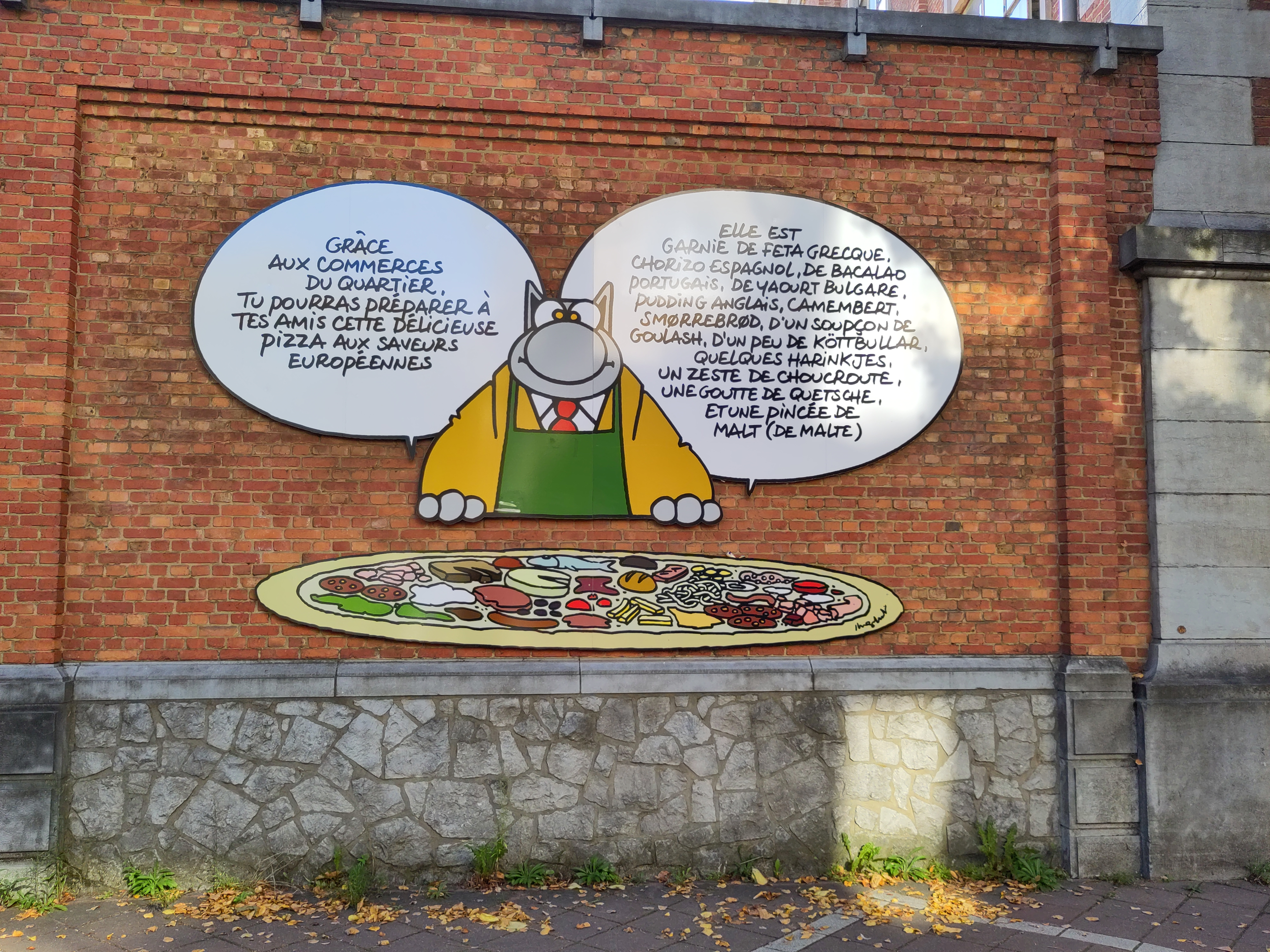
Nel quartiere Chasse, in Chausse de Wavre, dal 27 settembre 2014 è visibile una serie di disegni su larga scala del fumettista belga Philippe Geluck rappresentanti il suo più celebre personaggio Le Chat. I 24 disegni si estendono su una lunghezza totale di 140 metri e tutte le vignette sono dedicate al carattere multiculturale del quartiere che ospita diverse istituzioni europee.[4]  - Le Chat - Pizza europea

### Aree naturali

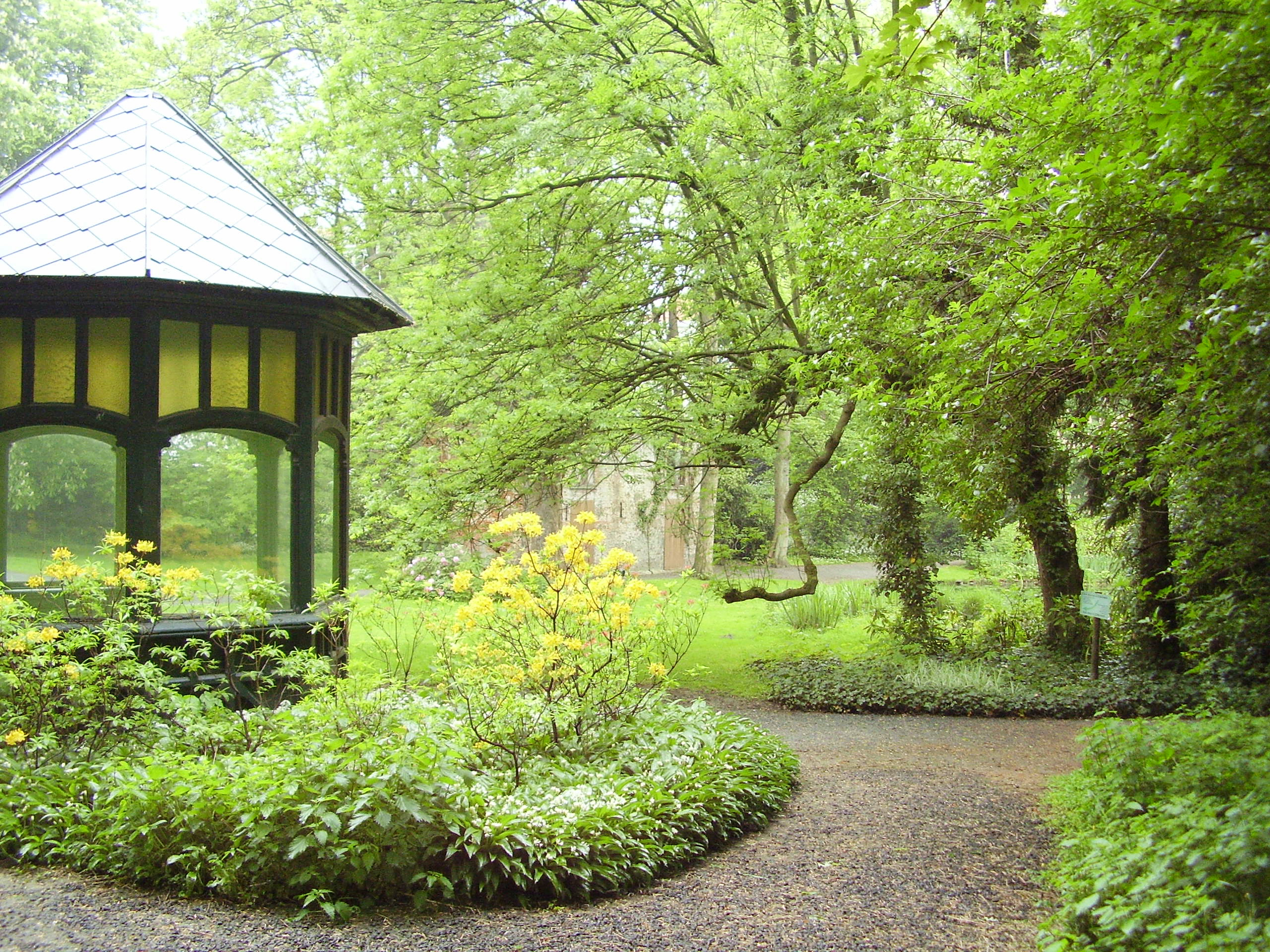
Giardino Felix Hap.

- Etterbeek ha sul proprio territorio diversi spazi verdi, inclusi il giardino Jean-Félix Hap e il Parco del Cinquantenario che è condiviso con il comune di Bruxelles. Il Parco Leopold (che ospita la Casa della storia europea e il liceo Émile Jacqmain) è appena al di fuori del territorio comunale, visto che la sua recinzione segna il confine con Bruxelles.

## Amministrazione

### Gemellaggi
- Fontenay-sous-Bois
- Forte dei Marmi
- Beauport
- Essaouira